# Ministeri d'Afers Exteriors dels Països Baixos
Ministeri d'Afers Exteriors dels Països Baixos (neerlandès: Ministerie van Buitenlandse Zaken) responsable de les relacions estrangeres, diplomàcia, cooperació europea i desenvolupament internacional. Encara que la República Neerlandesa va tenir relacions internacionals extenses i activitat diplomàtica, el Ministeri actual va ser creat el 1798 com a Departament d'Afers Estrangers de la llavors República Batava i el 1876 esdevenia el Ministeri d'Afers Estrangers. El Ministeri és dirigit  pel Ministre d'Afers Estrangers, actualment Halbe Zijlstra.

## Responsabilitats
El Ministeri és responsable de la política estrangera del Regne dels Països Baixos. Té vuit objectius: enfortir l'ordre legal internacional i respecte per drets humans; promoure seguretat, estabilitat, assistència humanitària eficaç, i bona governança; enfortir la cooperació europea; i augmentar la riquesa a tot el món i lluita contra la pobresa. També promoure desenvolupament humà i social; protegir i millorar l'entorn; promoure el benestar i seguretat dels neerlandesos a l'estranger així com la regulació del moviment de persones; i augmentar i donar soport a la cultura neerlandesa dins i fora dels Països Baixos.

## Organització
El ministeri consisteix del lideratge polític dels dos ministres i el secretari estatal, servei civil a la Haia, les missions diplomàtiques i diverses agències independents.

### Ministeri
El servei civil està format al màxim nivell per un Secretari General i el seu ajudant, i cinc direccions generals que dirigeixen diversos departaments. El directorates el general és dirigit per Directors-General i és ocupat amb assumptes específics de política estrangera.

### Missions
Els Països Baixos tenen més de 150 missions que promouen els interessos dels Països Baixos incloent:
- 110 ambaixades
- 27 consolats
- 15 representacions permanents a organitzacions internacionals, com l'ONU, la UE i OTAN.
- Una oficina d'ambaixada (en Pristina)
- Dues representacions: una a l'Autoritat palestina de Ramallah i una altra a l'Afganistan.